# Cilicia

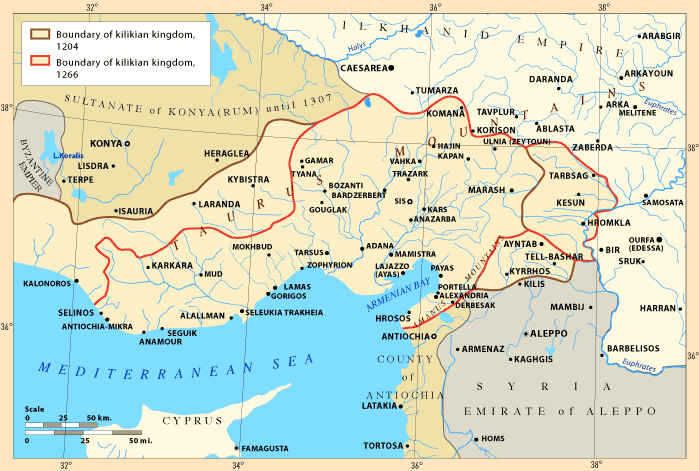
Vương quốc Armenia Cilicia, tồn tại từ năm 1199 đến năm 1375.

Cilicia (chữ Hi Lạp: Κιλικία, chữ Armenia: Կիլիկիա, chữ Thổ Nhĩ Kì: Kilikya), dịch âm là Si-li-si(Tin Lành), Ki-li-ki-a(Công giáo La Mã), nằm ở bán đảo Tiểu Á, miền đông nam Thổ Nhĩ Kì ngày nay, ở phía bắc của đảo Síp, phía tây đến Pamphylia, phía bắc đến dãy núi Taurus, nằm trên trục giao thông đi đến Địa Trung Hải, từng là một khu vực mậu dịch vô cùng phồn thịnh của Đế quốc La Mã. Sứ đồ Phao-lô của Cơ Đốc giáo sinh ra tại Tarsus, thủ phủ của Cilicia lúc bấy giờ.
Vào năm 625, Heraclius - hoàng đế Đông La Mã, đánh bại danh tướng Shahrbaraz của vương triều Sasan, Ba Tư (chiến dịch sông Sarus, en).
Thời kì quân Thập tự Đông chinh lần thứ ba, Frederick I - hoàng đế của Đế quốc La Mã Thần thánh, dẫn đầu quân Thập tự Đức quốc (en) đi qua chỗ này, chết đuối một cách quái lạ tại một con sông nhỏ tên là Saleph (sau này người Thổ Nhĩ Kì đổi tên thành sông Göksu).
Bắt đầu thế kỉ XV, Cilicia bị Đế quốc Ottoman thống trị. Ngày nay, Cilicia phân thành đơn vị hành chính thuộc ba tỉnh Mersin, Adana và Osmaniye của Thổ Nhĩ Kì.

## Sự kiện nổi tiếng
Vào thời kì Cộng hoà La Mã, nơi này "sản xuất" rất nhiều cướp biển, vì hai sự kiện mà nổi danh thiên hạ:
Sự kiện thứ nhất: Bắt cóc Caesar
Năm 75 TCN, Caesar đi đến đảo Rhodes, bái sư Apollonius Molon (en) - đại sư hùng biện và là con trai của Molon. Trong cung đường đi, bị cướp biển Cilicia bắt giữ, về sau yêu cầu lấy 20 talent coi là tiền chuộc. Caesar cười nhạo rằng chúng không biết mình đã bắt được những ai, đồng thời yêu cầu cướp biển đòi lấy 50 talent (en). Trong 38 ngày chờ đợi tiền chuộc, ông không thể làm gì khác phải cùng chờ đợi với bọn cướp biển, ông nói đùa với chúng rằng sau khi được thả ra, nhất định sẽ đem tất cả bọn chúng đưa lên thập tự giá. Việc đầu tiên mà ông làm sau khi được phóng thích là tổ chức một cánh hạm đội, đã truy bắt tất cả cướp biển từng bắt giữ ông. Có lẽ vì nguyên do những tên cướp biển đó không tệ với ông, Caesar vì mục đích giảm nhẹ sự thống khổ của mình, trước khi đem chúng đóng lên thập tự giá, đã cắt rạch yết hầu của chúng.
Sự kiện thứ hai: Spartacus làm phản
Mùa thu năm 72 TCN, quân khởi nghĩa Spartacus tập kết tại bán đảo Calabria, mưu tính đi tàu của cướp biển Cilicia băng qua eo biển Messina đến Sicily. Nhưng cướp biển không giữ lời, không cung cấp tàu, Spartacus tự lên kế hoạch dùng bè gỗ vượt biển, cũng chưa thể thực hiện. Lúc này, Crassus đã khôi phục "luật rút một trong mười ra giết" (en), đồng thời ở chỗ hẹp nhất của đất liền, đằng sau của quân khởi nghĩa, ông đã đào khoét một rãnh hào lớn có hai đầu thông ra biển, cắt đứt đường lui không cho chúng rút về Ý. Trải qua trận chiến ác liệt, Spartacus đã đột phá chướng ngại, nhưng trong cuộc đột kích, quân đội đã tổn thất gần 2/3.
Tình tiết này đã qua diễn dịch trong Spartacus phần 3, phim truyền hình dài lập của Mỹ phát sóng vào năm 2013, trong phim đã phiên dịch thành cướp biển Cilicia.